# Ostrea cristata
Ostrea cristata är en musselart som beskrevs av Born 1778. Ostrea cristata ingår i släktet Ostrea och familjen ostron. Inga underarter finns listade i Catalogue of Life.